# Recettear: An Item Shop's Tale
Recettear: An Item Shop's Tale (RECETTEAR〜アイテム屋さんのはじめ方〜, Rusettia – Aitemu-ya-san no Hajimekata) est un jeu vidéo de type action-RPG et simulation économique développé par EasyGameStation et édité par Carpe Fulgur, sorti en 2007 sur Windows.

## Système de jeu
Le joueur incarne Recette Lemongrass, une jeune femme qui doit gérer la boutique de son père parti à l'aventure pour rembourses ses dettes. Avec Tear, la fée représentant ses usuriers, elle doit explorer des donjons pour trouver des marchandises à vendre.

## Accueil

### Critique
- IGN : 7,5/10[1]
- PC Gamer : 76 %[2]

### Récompenses
Recettear a reçu deux mentions honorables lors de l'Independent Games Festival 2011 dans la catégorie du Grand prix Seumas-McNally et dans la catégorie Excellence en Design.